# Chaim Noll

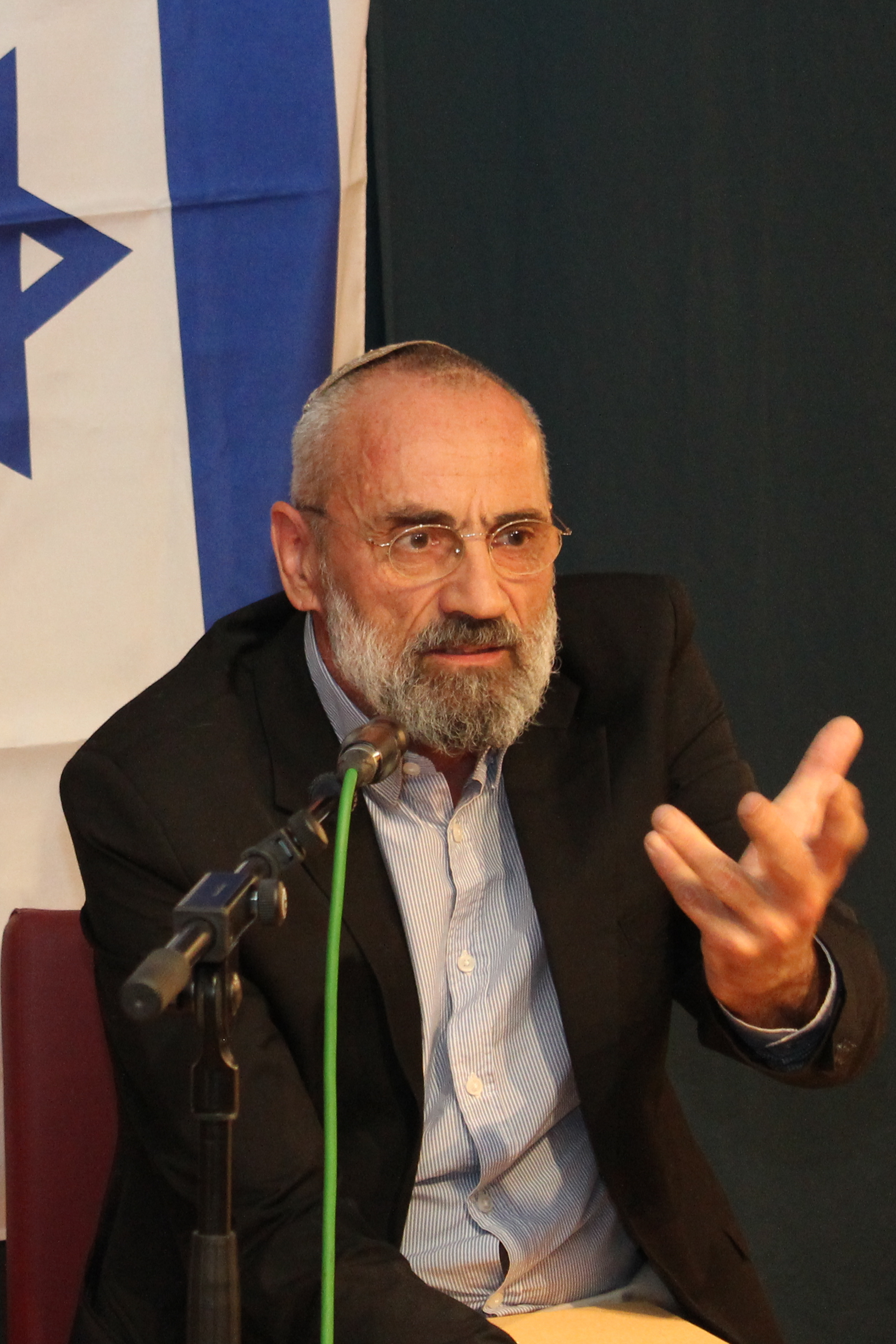
Chaim Noll (2014)

Chaim Noll (* 13. Juli 1954 als Hans Noll in Berlin) ist ein deutsch-israelischer Journalist und Schriftsteller. Er schreibt Essays, Gedichte, Erzählungen und Romane.

## Leben
Noll wuchs in der DDR als Sohn des Schriftstellers Dieter Noll auf, dessen Mutter nach den Bestimmungen der Nürnberger Rassengesetze im Dritten Reich als „Halbjüdin“ galt. Über das Judentum und darüber, was es bedeutet, jüdisch zu sein, wusste er nach eigener Aussage in seiner Kindheit „fast nichts“.
Er studierte zunächst von 1972 bis 1975 Mathematik in Jena und Ost-Berlin, anschließend Kunst und Kunstgeschichte an der Kunsthochschule Berlin-Weißensee. Durch die Einweisung in eine Nervenklinik entzog er sich 1980 der Einberufung zur NVA im November, worauf er nach insgesamt neun Monaten Aufenthalt ausgemustert wurde. Am 8. Mai 1984 siedelte er als Regimegegner nach West-Berlin über und arbeitete dort als Journalist.
Während des Zweiten Golfkrieges, als die deutsche Linke 1991 gegen die Politik der USA und Israels demonstrierte, änderte er seinen Vornamen. Um ein Zeichen zu setzen, nannte er sich von nun an Chaim statt Hans.
Von 1992 bis 1995 lebte er in Rom und ging dann mit seiner Frau, der Malerin Sabine Kahane (Binah Kahana), nach Israel. Zunächst lebten sie in Midreshet Sde Boker in der Wüste Negev, dann in Beʾer Scheva und in Meitar. 1998 erhielt er die israelische Staatsbürgerschaft. Noll unterrichtet neben seiner schriftstellerischen Tätigkeit an der Ben-Gurion-Universität im Negev und reist regelmäßig zu Vorträgen und Lesungen nach Deutschland.
Im Herbst 2020 gehörte er zu den Erstunterzeichnern des Appells für freie Debattenräume.

## Tätigkeit als freier Autor
Seit seiner Übersiedlung nach West-Berlin veröffentlichte Noll als freier Autor u. a. in:
- Cato
- Die Achse des Guten[6]
- Deutschland Archiv
- FAZ
- Focus
- Jungle World
- Jüdische Allgemeine
- Jüdische Rundschau
- Lettre International
- Liberal – Das Magazin für die Freiheit der Friedrich-Naumann-Stiftung
- Merkur
- Neues Deutschland
- Die Politische Meinung, Zweimonatsschrift der  Konrad-Adenauer-Stiftung
- Stern
- taz
- Die Welt
- Zeitschrift für Geschichtswissenschaft[7]

Er war Redaktionsmitglied und Autor des mit der Ausgabe 591 (Juli/August 2017) eingestellten Monatsmagazins Mut; seine Bücher werden u. a. im Berliner Verbrecher Verlag verlegt.

## Rezeption
Im April 2019 wurde eine geplante Lesung Nolls in Leipzig von der veranstaltenden SPD-nahen Friedrich-Ebert-Stiftung kurzfristig abgesagt. Nachdem der Autor zunächst keine Begründung erhalten hatte, äußerte sich der Leiter des zuständigen Landesbüros, Matthias Eisel, gegenüber der Presse und begründete die Absage damit, dass Noll die deutsche Politik als Ganzes für verräterisch halte und verachte. Außerdem störe er sich an Nolls Mitarbeit beim Blog Die Achse des Guten, den er als „mindestens rechtspopulistisch“ bewertete. Der Direktor des Standorts Jerusalem des Simon Wiesenthal Centers, Efraim Zuroff, sprach von einem traurigen Tag für die deutsche Demokratie, denn die SPD „blacklists someone who does not agree with their foreign policy“. Die Friedrich-Ebert-Stiftung bedauerte anschließend die mediale Debatte in einem Statement und unterstrich ihre von Solidarität geprägte Haltung gegenüber Israel.

## Werke

Chaim Noll (rechts) referiert am Grab von David Ben Gurion vor Studenten der Sommeruniversität der Ben-Gurion-Universität im Negev, August 2006

- Der Abschied. Journal meiner Ausreise aus der DDR. Verlag Hoffmann und Campe, Hamburg 1985 ISBN 978-3-455-08247-0
- Russland, Sommer, Loreley: ein Deutscher in der Sowjetunion. Verlag Hoffmann und Campe, Hamburg 1986 ISBN 978-3-455-08647-8
- Pegasus’ Sturzflug. In: Kontinent 12 (1986), H. 3, S. 77–84 ISSN 0176-4179
- Berliner Scharade. Roman, Verlag Hoffmann und Campe, Hamburg 1987 ISBN 978-3-455-01883-7
- Der goldene Löffel. Roman, Deutsche Verlags-Anstalt, Stuttgart 1989 ISBN 3-421-06506-3
- Nachtgedanken über Deutschland. Essays, Rowohlt Verlag, Reinbek 1992 ISBN 978-3-499-13120-2
- Taube und Stern. Roma Hebraica – Eine Spurensuche. Hünfelden-Gnadenthal: Präsenz 1994 ISBN 3-87630-459-8
- Leben ohne Deutschland. Essays, Rowohlt Verlag, Reinbek 1995 ISBN 978-3-499-13619-1
- Die Wüste lächelt. Verlag Landpresse, 2001 ISBN 978-3-930137-92-3
- Meine Sprache wohnt woanders. Gedanken zu Deutschland und Israel (mit Lea Fleischmann), Verlag Scherz, Frankfurt am Main 2006 ISBN 978-3-502-15023-7[10]
- Der Kithara-Spieler. Verbrecher Verlag, Berlin, 2008. ISBN 978-3-940426-11-6
- Feuer. Verbrecher Verlag, Berlin September 2010, ISBN 978-3-940426-64-2.
- Die Metapher Wüste. Literatur als Annäherung an eine Landschaft. In: Sinn und Form 3/2010, S. 309–325.
- Kolja. Geschichten aus Israel. Verbrecher Verlag, Berlin 2012, ISBN 978-3-943167-12-2.
- Die Synagoge. Roman. Verbrecher Verlag, Berlin 2014, ISBN 978-3-943167-77-1.
- Der Schmuggel über die Zeitgrenze – Erinnerungen, Verbrecher Verlag, Berlin 2015, ISBN 978-3-95732-085-8.
- Kolibri und Kampfflugzeug Gedichte, mit 22 Kaltnadelradierungen von Sabine Kahane, Verbrecher Verlag, Berlin 2015, ISBN 978-3-95732-084-1.
- Schlaflos in Tel Aviv, Verbrecher Verlag, Berlin 2016, ISBN 978-3-95732-167-1.
- Die Wüste. Literaturgeschichte einer Urlandschaft des Menschen. Evangelische Verlagsanstalt GmbH, Leipzig 2020, ISBN 978-3-37406-357-4.
- Der Rufer aus der Wüste – Wie 16 Merkel-Jahre Deutschland ramponiert haben. Eine Ansage aus dem Exil in Israel. Achgut-Edition, Berlin, 2021, ISBN 978-3-98197-559-8.
- Höre auf ihre Stimme. Die Bibel als Buch der Frauen. Evangelische Verlagsanstalt, Leipzig
- Scharia und Smartphone : Texte zum zeitgenössischen Islam, Uhingen : Gerhard Hess Verlag, 2023, ISBN 978-3-87336-788-3.
- Die Stille am Morgen nach dem Krieg. Novelle, XS-Verlag, Berlin 2024, ISBN 978-3-944503-26-4.